# Ивановка (Ковельский район)
Ивановка (укр. Іванівка) — село в Колодяжненской сельской общине Ковельского района Волынской области Украины.
Код КОАТУУ — 0722180403. Население по переписи 2001 года составляет 25 человек. Почтовый индекс — 45065. Телефонный код — 3352. Занимает площадь 0,03 км².

## История
В 1946 году указом ПВС УССР село Яновка переименовано в Ивановку.